# 小德舒特河
小德舒特河（英語：Little Deschutes River）是美国俄勒冈州中部德舒特河的一条支流，长约105英里（169），流域面积1,020平方英里（2,600平方），覆盖了喀斯喀特山脉以东，本德以南的荒野。